# Břetislav Balatka
Břetislav Balatka (11. ledna 1931 Benešov u Semil – 15. února 2025) byl český fyzický geograf. Zabýval se geomorfologií území České republiky, zejména studiem říčních teras. Podílel se i na zpracování fyzickogeografické regionalizace České republiky.

## Život
V roce 1954 absolvoval studium odborného zeměpisu na Přírodovědecké fakultě Univerzity Karlovy. Poté nastoupil jako odborný pracovník do Geografického ústavu ČSAV, kde setrval téměř čtyři desítky let. Po zrušení ústavu v roce 1993 přešel jako celá řada dalších geografů z pražského pracoviště na Přírodovědeckou fakultu Univerzity Karlovy, kde působil na katedře Fyzické geografie a geoekologie (cca od roku 2016 jako externí spolupracovník).
Po roce 1990 se podílel na vzniku map pro Zeměměřický úřad s (vyššími) geomorfologickými jednotkami, mapy byly zdigitalizovány a od roku 2015 jsou zveřejněny na Geoportálu ČÚZK ve vrstvě Geomorfologické jednotky. Rovněž lektoroval publikaci Vyšší geomorfologické jednotky (ISBN 80-901212-7-6) z roku 1996, vydanou ČÚZK.

## Publikace
- Břetislav Balatka, Jaroslav Sládek: Říční terasy v českých zemích, 1962.
- Břetislav Balatka, Jaroslav Sládek: Terasový systém Vltavy a Labe mezi Kralupy a Českým Středohořím, 1962.
- Josef Rubín, Břetislav Balatka, Vojen Ložek, Miroslav Malkovský, Vlastimil Pilous, Jan Vítek: Atlas skalních, zemních a půdních tvarů, Academia Praha, 1986, 1. vydání, 388 stran, 21-033-86.
- kolektiv pod vedením J. Demka: Zeměpisný lexikon ČR - Hory a nížiny, s kol., Praha 1987 a 2006.
- velké množství větších i menších článků pro Sborník Čs. společnosti zeměpisné a další odborná periodika, převážně zaměřené na regionální geografii Čech.
- Břetislav Balatka, Jan Kalvoda: Vývoj údolí Sázavy v mladším kenozoiku, 16 x 23 cm, 200 stran, bar. příloha, váz., ISBN 978-80-904521-1-4, 1. vydání, 2010, Praha, Česká geografická společnost.
- články pro sborník České geografické společnosti (2/2010, 2/2011).